# Les Rapetou
Pour les articles homonymes, voir Beagle (homonymie).
Cet article possède un paronyme, voir Rap-Tout.
Les Rapetou (the Beagle Boys en VO) sont des personnages de fiction de l'univers des canards créés en 1951 par Carl Barks pour les studios Disney. La cible principale de cette bande de gangsters est l'argent que Balthazar Picsou a enfermé dans son coffre-fort. Dans la bande dessinée, le haut de leur visage n'est jamais visible sans leur masque, les auteurs en profitant souvent pour introduire des scènes humoristiques (notamment dans les épisodes de La Jeunesse de Picsou, réalisée par Don Rosa).

## Dans la bande dessinée

### Origines
Les Rapetou sont une bande de frères et cousins qui se ressemblent et s'habillent de manière identique : pantalon et casquette bleus, pull rouge ou orange et masque noir. La seule façon de les différencier est leur matricule de prisonnier qui fait office de nom. Les trois combinaisons récurrentes sont 176-167, 176-671 et 176-761. À partir de là, de nombreuses combinaisons ont été créées en fonction du nombre de Rapetou attaquant Picsou.
Les Beagle Boys sont généralement montrés comme étant tous grossiers, vantards, cupides et égocentriques. Entre eux cependant, ils sont fidèles et ont tissé des liens étroits de camaraderie, bien que, à certaines occasions, ils se soient montrés irrités les uns envers les autres. La raison étant le plus souvent liée au fait que l'un d'entre eux commette une erreur ou bien dise ou fasse quelque chose qui ne cadre pas avec le consensus. En cela, on peut distinguer le penchant excessif du Rapetou 176-167 pour les pruneaux,; une faiblesse qui s'avère causer la perte de la bande dans certaines histoires. L'amour de 176-167 pour les pruneaux fait de lui le seul Rapetou doté d'une petite caractéristique personnelle.
Un seul Rapetou se distingue largement : Gracié (ou Grand'Pa Rapetou), grand-père des Rapetou et, dans certaines histoires, chef de la bande... quand il n'est pas en prison. Il ressemble à ses petits-fils mais porte une barbe blanche; par ailleurs il n'a généralement pas de matricule de prisonnier, mais la mention "Gracié" à la place. Plus malin que les autres, il est capable de concevoir des plans plus complexes.
Les Rapetou ne sont pas en nombre défini. Selon les histoires, il peut y avoir 2, 3, 4, 5, 7... voire des centaines dans les histoires italiennes. Carl Barks a déclaré dans une interview qu'ils sont au nombre de 36 (autant que de combinaisons possibles de matricules en XYZ-TUV avec les chiffres 1, 6 et 7 avant et après le tiret). Keno Don Rosa, quant à lui, définit les Rapetou au nombre de sept (mais sans compter leur grand-père).

### Premières apparitions

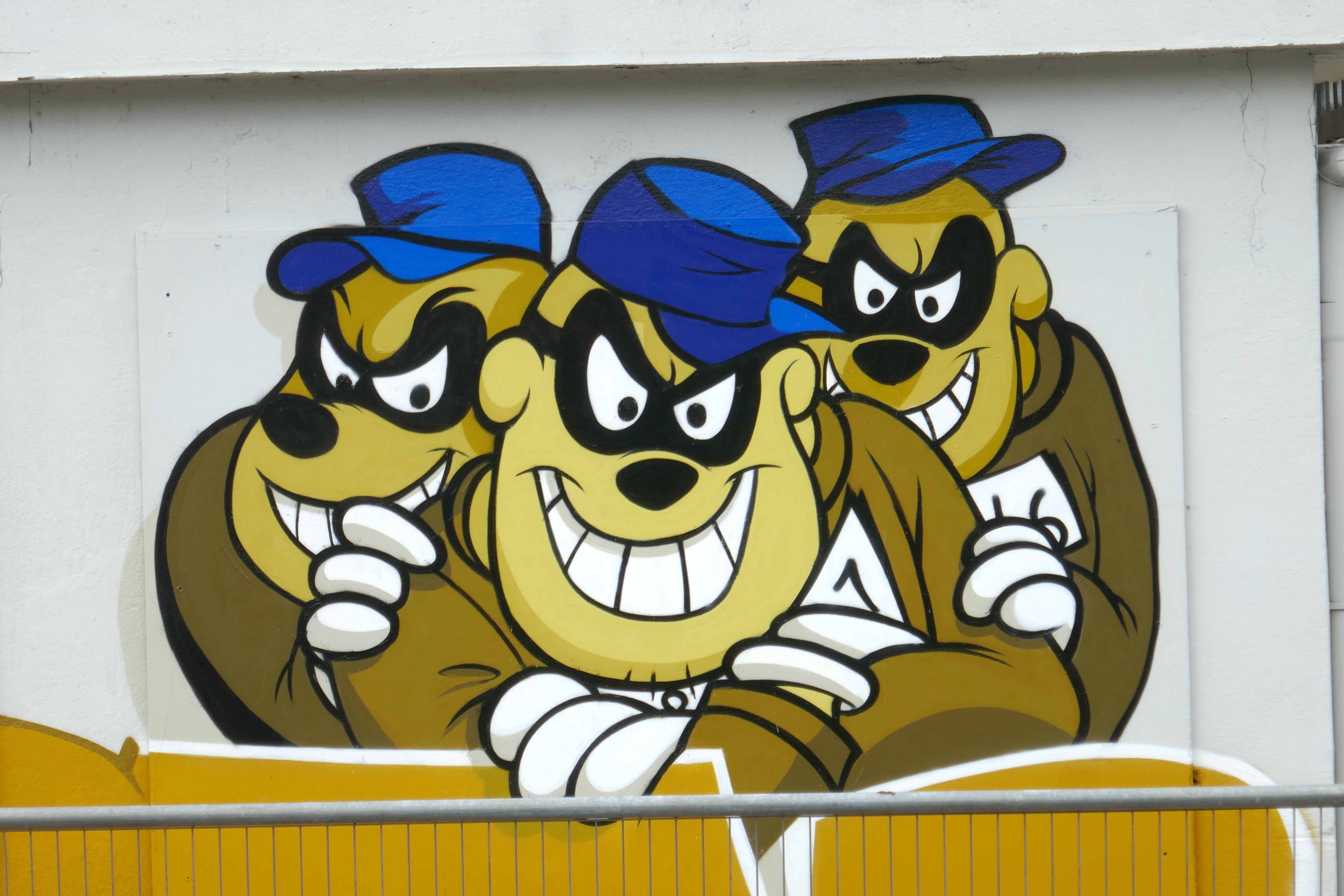
Graffiti à Genève en 2024.

Dans une histoire de 1950, la fortune de Picsou est menacée une première fois par deux brigands masqués sans autre ressemblance avec les futurs Rapetou, mais on peut les considérer comme leur première ébauche.
Les Rapetou apparaissent pour la première fois en novembre 1951 dans l'histoire La terreur des Rapetou! (Terror of the Beagle Boys) parue dans la revue Walt Disney's Comics and Stories #134. L'histoire pose les bases de ce qui sera un des déroulements classiques des histoires mettant en scène les Rapetou : ceux-ci pensent avoir trouvé un moyen d'attaquer avec succès le coffre-fort de Picsou et Donald propose une solution efficace à son oncle pour le défendre ; seule la fin varie : soit les Rapetou ont une part de réussite grâce à la malchance de Donald, soit les bandits échouent, mais Donald n'est pas vraiment payé en retour de son aide.
Par la suite, ils nouent d'éphémères alliances avec la sorcière Miss Tick ou le milliardaire Archibald Gripsou, autres ennemis jurés de Picsou ; dans la « veine italienne », Crésus Flairsou a souvent fait partie de leurs employeurs. Ils parviennent à se servir de la naïveté de Géo Trouvetou pour utiliser ses inventions contre Picsou. Au fil des histoires, les auteurs ont créé des cousins étrangers, des neveux, des cousines et des nièces. Mais, en dehors de la série télévisée La Bande à Picsou (1987-89), leurs mère et grand-mère, souvent évoquées, ne sont jamais montrées sauf dans « Le crime scientifique » ne paie pas où une des mères Rapetou garde Filament en otage pendant que ses fils vont menacer Géo.

### Autres apparitions
Il est arrivé que les Rapetou apparaissent dans des aventures d'autres personnages Disney, comme Super Dingo et Mickey Mouse. Ils sont même parfois les héros dans certaines bandes dessinées, notamment américaines et italiennes, mais étant des bandits, ils finissent la plupart du temps en prison. Dans les histoires américaines des années 1970, ils sont affublés de neveux, les mini-Rapetou (« Beagle Brats » en Anglais). Dans ces histoires, des Rapetou « spécialisés » apparaissent, notamment le cousin « Supersensitive 666 », Lucky 7-11 Beagle, Joker Beagle ou encore Whole Truth Beagle.

## Dans l'animation

### Filmographie
- 1987 : Fou de foot (Sport Goofy in Soccermania) (court métrage)
- 1987-1990 : La Bande à Picsou (Ducktales) (série télévisée)
- 1991 : Myster Mask (Darkwing Duck) (série télévisée) caméo dans l'épisode L'Affaire des doubles zéros (In Like Blunt)
- 2004 : Mickey, Donald, Dingo : Les Trois Mousquetaires (long-métrage)
- 2013-2019 : Mickey Mouse (série télévisée)
- 2017-2021 : La Bande à Picsou (DuckTales) (série télévisée)
- 2020-En cours : Le Monde Merveilleux de Mickey (The Wonderful World of Mickey Mouse) (série télévisée)
- 2021-En cours : Les Aventures au Parc de Tic et Tac (Chip'N'Dale: Park Life) (série télévisée)

### DansLa Bande à Picsou(1987)
Dans la série télévisée d'animation La Bande à Picsou (1987), les Rapetou sont au nombre de 4, et ont des physiques et des personnalités distinctes :
- La Science (Bigtime en anglais) : chef et cerveau de la troupe, il est aussi le plus petit de la troupe et essaie de mener son groupe malgré leurs défauts.
- La Gonflette (Bouncer en anglais) : le plus fort de la bande, il est reconnaissable grâce à sa dent manquante.
- Burger (id. en anglais) : véritable ventre à pattes, Burger se promène toujours avec un hamburger d'où son nom.
- Poischiche (Baggy en anglais) : le plus bête des Rapetous, il se fait souvent rabrouer par ses frères. Ses vêtements sont amples et il a toujours un air hagard.

Les Rapetou sont 4 dans la plupart des épisodes, mais ils peuvent faire appel à leurs cousins, comme dans Le Tout-à-l'égout. Ils n'ont pas de signes distinctifs. Certains ont des noms particuliers :
- Boumboum et Banzaï : adeptes du bazooka
- Grenade
- Méga-Musclé : Le seul fils que Ma Rapetou a inscrit au collège. Il est un génie et arrive même à créer une manette capable de contrôler Robotik.
- Rocket
- Tanker
- Bifocal : Seul à avoir un signe distinctif. Il est petit et jeune, a une casquette à hélice et des manchettes particulières.
- La Taupe
- Toréador

## Personnages subsidiaires

### Gracié Rapetou
Dans une histoire d'août 1957, La Course fantastique sur la rivière (The Fantastic River Race), destinée à la promotion du parc Disneyland de Californie, Barks introduit Gracié Rapetou, ancêtre du gang : Picsou et Grégoire Trouvetou (grand-père de Géo) travaillent ensemble sur un bateau à vapeur naviguant sur le Mississippi dans les années 1880 et Gracié, propriétaire lui aussi d'un bateau à vapeur, leur propose une course.
Cette histoire inspira à Don Rosa l'utilisation de Gracié dans ses histoires. Le Roi du Mississippi (The Master Of The Mississippi), deuxième épisode de La Jeunesse de Picsou raconte, entre autres, comment la famille de brigands est devenue les Rapetou grâce à un coup contre Picsou et son oncle, le capitaine John McPicsou. Gracié réapparaît dans deux épisodes de La Jeunesse de Picsou dont Le reclus du manoir McPicsou (The Recluse Of McDuck Manor), dénouement de la série situé à Noël 1947, où il lance la carrière de ses petits-fils qui hantent les aventures de Picsou depuis Barks.
Par la suite, chez Don Rosa, c'est au moment de grands événements que Gracié tente des coups de main contre le coffre : comme l'histoire dédiée au 50e anniversaire de la création de Picsou, Un petit cadeau très spécial (A Little Something Special, 1997). Ses petits-fils retrouvent le même rôle chez Don Rosa que chez d'autres dessinateurs, l'auteur américain s'en servant peut-être plus comme d'un élément comique. Dans Les Rapetou contre le coffre-fort (The Beagle Boys Vs. The Money Bin, 2001), il leur fait affronter seuls le coffre-fort, pour le 50e anniversaire de la création du gang et du bâtiment.

### Ma Rapetou
Ma Rapetou (ou en anglais Ma Beagle) est un personnage de fiction de Disney de l'univers de Donald Duck. C'est une chienne anthropomorphe, elle est la mère des Rapetou. Elle fait son apparition dans la série télévisée La Bande à Picsou en 1987 puis dans son reboot en 2017. Elle réside à Donaldville. Elle n'est présente que dans la série télévisée la Bande à Picsou. Elle est méchante et contrairement à ses enfants elle est d'une grande intelligence. Elle permet généralement l'évasion des frères Rapetou et met au point leur plan contre le coffre-fort de Picsou.
Contrairement à ses enfants, elle ne porte pas de numéro car elle ne se fait qu’exceptionnellement attraper par la police. Son pire ennemi est Balthazar Picsou.
Elle est l'homologue de Gracié (ou Grand'Pa Rapetou) dans les comics de l'univers de Donald Duck. Elle est probablement librement inspirée de Ma Barker.

### Rapdog (64)
Rapdog (Ottoperotto en VO italienne, soit « 8 × 8 » phonétiquement) est le chien de compagnie des Rapetou dans les histoires italiennes. Comme ses maîtres, Rapdog porte un masque de bandit, une chemise et une casquette. Il marquée du nombre 64 (résultat de la multiplication 8 × 8).

## Nom en différentes langues
- Allemagne : Die Panzerknacker
- Brésil : Irmãos Metralha
- Chili : Los Chicos Malos
- Chine : 庀兄弟
- Colombie : Los Chicos Malos
- Croatie : Braća Buldozi
- Danemark : Bjørne-banden
- Espagne : Los Golfos Apandadores
- États-Unis : The Beagle Boys
- Finlande : Karhukopla
- France : Les Rapetou
- Grèce : Μουργόλυκοι (Mourgólyki), Συμμορία των Λύκων (Symmoría ton Lykon)
- Hongrie : Kasszafúrók
- Indonésie : Gerombolan Siberat
- Islande : Bjarnabófar
- Italie : La Banda Bassotti
- Japon : ビーグルボーイ
- Lettonie : Suņapuikas
- Mexique : Los Chicos Malos
- Norvège : B-gjengen, Knall-gutta
- Pays-Bas : Zware Jongens, Brandkastkrakers
- Pologne : Bracia Be, Równe Chłopaki
- Portugal : Irmãos Metralhas
- République tchèque : Rafani
- Royaume-Uni : The Beagle Boys
- Russie : Братья Гавс (Bratya Gavs)
- Slovénie : Buldogi
- Suède : Björnligan, Björnbusarna, Björnluringarna, Grizzlyligan
- Turquie : Karabela Çetesi